# Чичисола, Леандро
Леандро Чичисола (исп. Leandro "Chichi" Chichizola; родился 27 марта 1990, Сан-Хусто, Аргентина) — аргентинский футболист, вратарь клуба «Парма».

## Клубная карьера
Чичисола — воспитанник клуба «Ривер Плейт». 14 февраля 2011 года в матче против «Тигре» он дебютировал в аргентинской Примере. По итогам сезона клуб вылетел в Примеру B, но Леандро остался в команде и через год помог команде вернуться в элиту. В 2014 году он стал чемпионом Аргентины. Летом того же года Чичисола на правах свободного агента подписал контракт с итальянской «Специей». 30 августа в матче против «Варезе» он дебютировал в итальянской Серии B. За три года Леандро провёл за клуб более 100 матчей. Летом 2017 года Чичисола подписал соглашение с испанским «Лас-Пальмас». 18 августа в матче против «Валенсии» он дебютировал в Ла Лиге. Летом 2018 года Чичисола присоединился к «Хетафе». 31 октября в поединке Кубка Испании против «Кордобы» Леандро дебютировал за основной состав.
В январе 2021 Чичисола подписал контракт до конца сезона с клубом Сегунды «Картахеной».
7 июля 2021 года голкипер стал игроком итальянской «Перуджи».
В середине июля 2022 Чичисола присоединился к «Парме».

## Достижения
Командные
 «Ривер Плейт»
- Чемпионат Аргентины — Финаль 2014